# ВВС 4-й армии
Военно-воздушные силы 4-й армии (ВВС 4-й армии) — оперативное авиационное соединение, действовавшее во время Великой Отечественной войны.

## Наименования дивизии
- ВВС 4-й армии;

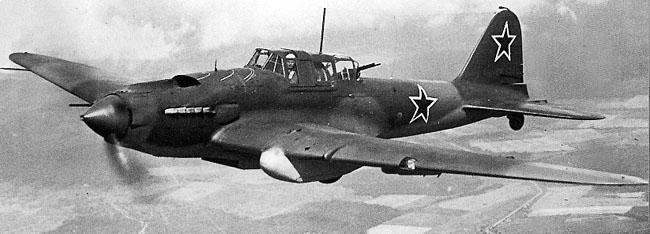
Ил-2

- 281-я штурмовая авиационная дивизия;
- 281-я штурмовая авиационная Новгородская дивизия;
- 281-я штурмовая авиационная Новгородская Краснознамённая дивизия;
- 281-я транспортная авиационная Новгородская Краснознамённая дивизия;
- 281-я военно-транспортная авиационная Новгородская Краснознамённая дивизия;
- Войсковая часть (Полевая почта) 49748.

## История и боевой путь
Военно-воздушные силы 4-й армии (2-го формирования) сформированы 26 сентября 1941 года директивой Ставки ВГК № 002339 на основе придания авиационных частей 2-й резервной авиационной группы одновременно с формированием самой 4-й армии в составе отдельных армий Ставки ВГК.
В составе действующей армии ВВС 4-й армии находились с 26 сентября 1941 года по 7 августа 1942 года.
В ходе выполнения поставленных боевых задач ВВС армии осуществляли прикрытие войск армии, выполняли воздушную разведку, сопровождали транспортные самолеты в осажденный Ленинград, принимали участие в операциях:
- Тихвинская оборонительная операция — с 16 октября по 18 ноября 1941 года.
- Тихвинская наступательная операция — с 10 ноября по 30 декабря 1941 года.
- Любанская наступательная операция — 7 января по 30 апреля 1942 года.

В связи с пересмотром планов Ставки на применение авиации в боевых действиях и с сосредоточением авиационных частей и соединений в составе воздушных армий 7 августа 1942 года на основании Приказа НКО 27 июля 1942 года ВВС 4-й армии обращены на формирование 281-й штурмовой авиационной дивизии.

## Командующий ВВС 4-й армии
- Полковник Холзаков Евгений Яковлевич[4]

## В составе объединений
| Дата          | Фронт (округ)                                              |
| ------------- | ---------------------------------------------------------- |
| 26.09.1941 г. | Отдельные армии Ставки ВГК                                 |
| 17.12.1941 г. | Волховский фронт                                           |
| 23.04.1942 г. | Группа войск Волховского направления Ленинградского фронта |
| 08.06.1942 г. | Волховский фронт                                           |

## Части и отдельные подразделения ВВС армии
За весь период своего существования боевой состав ВВС армии претерпевал изменения. В период с 26 сентября по 5 октября в состав ВВС армии входила 2-я резервная авиационная группа:
| Период                  | Наименование соединений          | Наименование частей                     | Типы самолетов на вооружении |
| ----------------------- | -------------------------------- | --------------------------------------- | ---------------------------- |
| 26.09.1941 — 05.10.1941 | 2-я резервная авиационная группа | 283-й истребительный авиационный полк   | И-16                         |
| 26.09.1941 — 05.10.1941 | 2-я резервная авиационная группа | 434-й истребительный авиационный полк   | ЛаГГ-3                       |
| 26.09.1941 — 05.10.1941 | 2-я резервная авиационная группа | 563-й истребительный авиационный полк   | МиГ-3, И-16                  |
| 26.09.1941 — 05.10.1941 | 2-я резервная авиационная группа | 520-й истребительный авиационный полк   | ЛаГГ-3                       |
| 26.09.1941 — 05.10.1941 | 2-я резервная авиационная группа | 138-й бомбардировочный авиационный полк | Пе-2                         |
| 04.10.1941 — 05.10.1941 | 2-я резервная авиационная группа | 504-й штурмовой авиационный полк        | Ил-2                         |
| 26.09.1941 — 05.10.1941 | 2-я резервная авиационная группа | 217-й штурмовой авиационный полк        | Ил-2                         |

После передачи 2-й резервной авиагруппы в начале октября в состав ВВС Ленинградского фронта, ВВС армии остались без боевых частей и соединений.
Вторично боевой состав ВВС армии пополнился только 17 декабря, когда в её распоряжение была передана 3-я резервная авиационная группа, и дополнительно ВВС армии были усилены двумя бомбардировочными и одним смешанным полками:
| Период                  | Наименование соединений          | Наименование частей                             | Типы самолетов на вооружении                             |
| ----------------------- | -------------------------------- | ----------------------------------------------- | -------------------------------------------------------- |
| 17.12.1941 — 08.02.1942 | 3-я резервная авиационная группа | 160-й истребительный авиационный полк           | летный состав убыл во 2-й зиап, остался только техсостав |
| 17.12.1941 — 06.02.1942 | 3-я резервная авиационная группа | 185-й истребительный авиационный полк           | МиГ-3, передан в состав ВВС 2-й ударной армии            |
| 17.12.1941 — 01.04.1942 | 3-я резервная авиационная группа | 239-й истребительный авиационный полк           | ЛаГГ-3, убыл в 6-й зиап                                  |
| 17.12.1941 — 18.02.1942 | 3-я резервная авиационная группа | 218-й штурмовой авиационный полк                | Ил-2                                                     |
| 17.12.1941 — 05.01.1942 | 3-я резервная авиационная группа | 225-й бомбардировочный авиационный полк         | Ил-2                                                     |
| 18.02.1942 — 01.04.1942 | 3-я резервная авиационная группа | 3-й гвардейский истребительный авиационный полк | ЛаГГ-3, убыл во 2-ю раг                                  |
| 12.01.1942 — 14.07.1942 |                                  | 667-й бомбардировочный авиационный полк         | Р-5                                                      |
| 13.01.1942 — 30.06.1942 |                                  | 689-й легкий бомбардировочный авиационный полк  | Р-5, По-2, переформирован в смешанный полк               |
| 01.02.1942 — 24.03.1942 | 3-я резервная авиационная группа | 121-й бомбардировочный авиационный полк         | СБ, убыл во 2-ю раг                                      |
| 01.07.1942 — 15.08.1942 |                                  | 658-й легкий бомбардировочный авиационный полк  | Р-Z, убыл в состав 14-й воздушной армии                  |
| 30.06.1942 — 15.08.1942 |                                  | 689-й смешанный авиационный полк                | ЛаГГ-3, Р-5, По-2, убыл в состав 14-й воздушной армии    |
| 31.12.1942 — 05.03.1943 |                                  | 689-й смешанный авиационный полк                | ЛаГГ-3, Р-5, По-2, расформирован                         |

## Награды
- 185 истребительный авиационный полк Указом Президиума Верховного Совета СССР от 17 декабря 1941 года за образцовое выполнение боевых заданий командования на фронте борьбы с немецкими захватчиками и проявленные при этом доблесть и мужество награждён орденом Красного Знамени.

## Отличившиеся воины
- Ковшаров Иван Акимович, лейтенант, штурман эскадрильи 225-го ближнего бомбардировочного авиационного полка 3-й резервной авиационной группы ВВС 4-й армии Указом Президиума Верховного Совета СССР от 17 декабря 1941 года удостоен звания Герой Советского Союза. Золотая Звезда № 648.
- Панфилов Василий Дмитриевич, лейтенант, командир эскадрильи 225-го ближнебомбардировочного авиационного полка 3-й резервной авиационной группы ВВС 4-й армии Указом Президиума Верховного Совета СССР от 17 декабря 1941 года удостоен звания Герой Советского Союза. Золотая Звезда № 621.
- Силантьев Александр Петрович, старший лейтенант, заместитель командира эскадрильи 160-го истребительного авиационного полка 3-й резервной авиационной группы ВВС 4-й армии Указом Президиума Верховного Совета СССР от 17 декабря 1941 года удостоен звания Герой Советского Союза. Золотая Звезда № 620.